# 字林西报

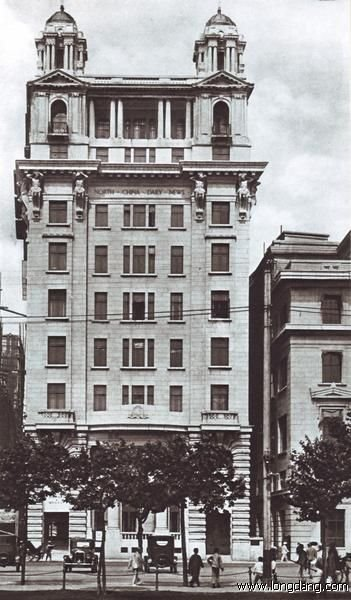
字林西报大楼

《字林西报》（North China Daily News），又稱《字林報》，前身为《北華捷報》(North China Herald)，曾经是在中国出版的最有影响的一份英文报纸。

## 历史
《北华捷报》由英国侨民奚安门（Henry Shearman）于1850年8月30日创刊于上海花园弄（今南京东路江西中路以东路段），是上海境内第一份近代意义上的报纸。初为每周六出版，每星期对开一张，共四页。当时在华的英国侨民称广东为南华，称长江流域及以北为北华。最初为周报，内容有英国快讯、上海英侨动态、中外商务情报、广告及船期公告等。
报馆于1856年增出日刊《每日航运新闻》(Daily Shipping News)。1862年改名为《每日航运和商业新闻》(Daily Shipping and Commercial News，一译《航务商业报》)。1864年6月1日，出版人字林洋行将原来《北华捷报》的副刊《船务商业日报》改为《字林西报》，原来的《北华捷报》周报改为副刊，偏重于时事政治，随《字林西報》贈送。
亨利·奚安门(Henry Shearman)创办人兼第一任主笔，此后继任者有康普顿(C. S. Compton)、马诗门(S. Mossan)、詹美森(R. A. Jamieson)、盖德润(R. S. Gandry)、海单(G. W. Haden)、巴尔福(F. H. Balfour)、麦克李兰(J. W. Maclellan)、李德尔(R. W. Little)、毕尔(H. T. Bell)、葛林(O. M. Green)等，均为在华商人。該報主筆李德立曾三次當選上海公共租界工部局董事。
1901年，上海大地产商马立斯以外滩17号地块为资本入股报社，占有全部股份的47%，担任董事长。由于《字林西报》办得相当成功，1921年—1924年，将原有3层砖木结构房屋拆除，翻建成9层花岗石外墙的钢筋混凝土结构大厦字林大楼，当时曾是上海最高建筑。建成后，一部分由报社自用，其他出租，其中最著名的承租人是处于创业阶段的美资友邦人寿保险公司。
1951年3月31日，《字林西报》停刊，結束了長達百年的發行歷史。大楼也被中华人民共和国上海市人民政府接管。1998年美国友邦保险有限公司上海分公司获得该楼房的使用权，在上海人们称此楼为“友邦大厦”。

## 特点
《北华捷报》与《字林西报》有一支很强的作者队伍和通讯员队伍，其中包括长期在华活动的传教士，如麦都思、裨治文、玛高温、韦烈亚力、艾约瑟等，内容丰富，常刊有关中国的政治、经济、文化、社会等信息，受中外人士的重视，中国不少官员，包括李鸿章在内，都非常注意他们的报道和言论动向。
该报后来成为上海最有影响的英文报纸，大到工部局和英国领事馆的公告，小到外商企业的遗失声明，都必须在该报上刊登才算生效。因此该报是記錄上海和研究上海歷史最重要的資料之一。